# Haruka Ayase
Haruka Ayase (jap. 綾瀬 はるか Ayase Haruka), właściwie Aya Tademaru (jap. 蓼丸 綾 Tademaru Aya; ur. 24 marca 1985 w Hiroszimie) – japońska aktorka.

## Życiorys

### 2000–2004: Początki kariery
W 2000 roku, w wieku 15 lat, zadebiutowała w branży rozrywkowej, zdobywając Nagrodę Specjalną Jury podczas 25. edycji Horipro TSC. Do wzięcia udziału w konkursie została namówiona przez przyjaciółkę. Powodem był „pretekst do zrobienia sobie przerwy od zajęć klubowych”. Nie miała czym się pochwalić w specjalnych umiejętnościach, więc naśladowała królika, który był popularny w szkole.
Jej pseudonim sceniczny został wybrany przez nią samą i pracowników biura spośród 16 000 zgłoszeń internetowych, a 28 lutego 2001 roku zdecydowano, że będzie nim „Haruka Ayase”. Ayase zadebiutowała jako aktorka w 2001 roku w 3. sezonie Kindaichi Shōnenno Jikenbo z Junem Matsumoto w roli głównej.
Na początku swojej kariery była promowana jako idolka i rozpoczęła karierę od występów w programach rozrywkowych i modelingu gravure idol.
W 2003 roku po raz pierwszy regularnie pojawiła się w dramie w Fuji TV „Boku no Ikiru Michi”.
W 2004 roku została obsadzona w dramie „Sekai no Chuushin, de Ai wo Sakebu” i zdobyła nagrodę Television Drama Academy Awards dla najlepszej aktorki drugoplanowej za rolę Aki Hirose, licealistki cierpiącej na białaczkę.

### 2005–2014: Debiut wokalny i kolejne role

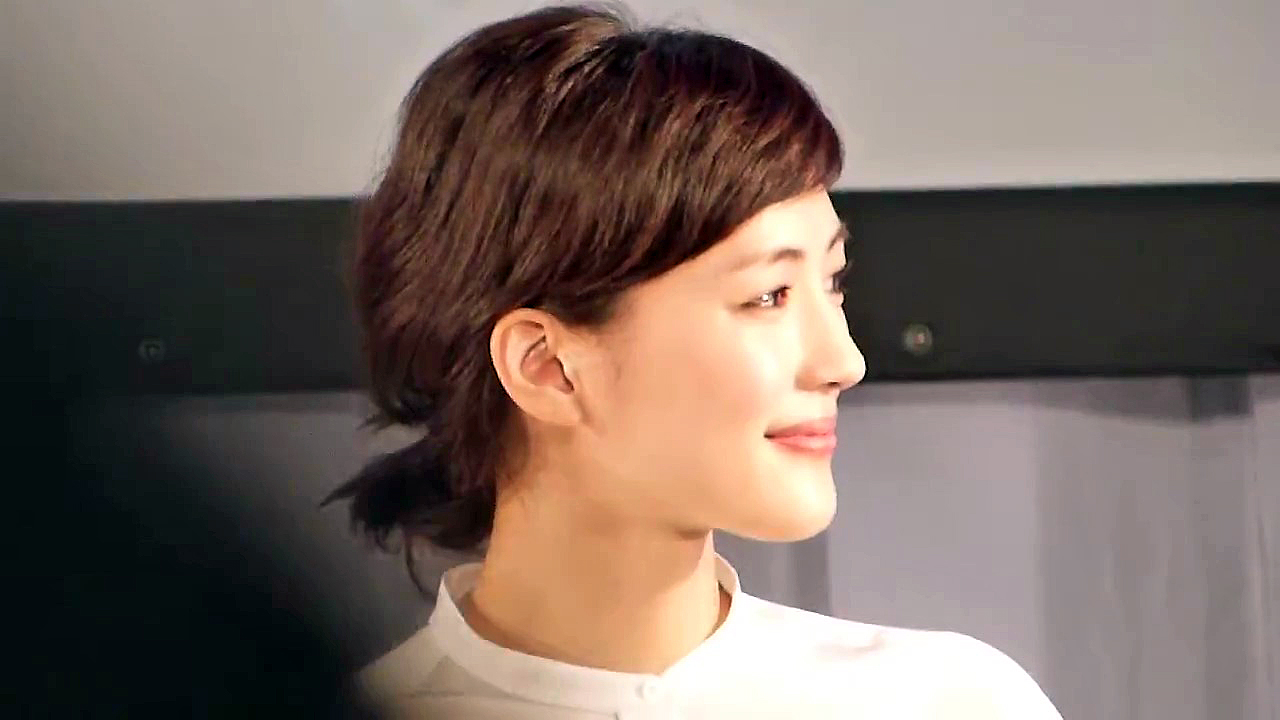
Haruka Ayase podczas prezentacji taigi dramy „Yae no Sakura” w Tokyo International Forum 24 grudnia 2012 roku

Pod koniec 2005 roku była gospodarzem ceremonii rozdania nagród muzycznych Japan Record Awards.
Zadebiutowała jako piosenkarka 24 marca 2006 roku singlem „Period”, wyprodukowanym przez Takeshiego Kobayashiego. Singel zadebiutował na 8. miejscu listy przebojów Oriconu. Zagrała także główną rolę u boku Kazuyi Kamenashiego w dramie „Tatta Hitotsu no Koi”.
W 2007 roku zagrała z Naohito Fujikim w telewizyjnej adaptacji mangi o tym samym tytule, „Hotaru no Hikari”, która stała się hitem, gdy w 2010 roku wyemitowano sequel, a w 2012 roku ukazała się wersja filmowa.
W 2013 roku po raz pierwszy wystąpiła w dramie historycznej (taiga drama) NHK „Yae no Sakura”. Pod koniec roku była także kapitanem drużyny czerwonej w sylwestrowym wydarzeniu muzycznym „Kōhaku Uta Gassen”.

### Od 2015: Obecnie, wiodące role
W 2015 roku Ayase zagrała razem z Masami Nagasawą, Kaho i Suzu Hirose w filmie „Nasza młodsza siostra”. Film miał swoją premierę na Festiwalu Filmowym w Cannes w 2015 roku. Następnie został wydany w Japonii 13 czerwca tego samego roku. Pod koniec roku po raz drugi poprowadziła „Kōhaku Uta Gassen”.
W 2016 roku wcieliła się w rolę głównej bohaterki Balsy w wyprodukowanej przez NHK dramie „Seirei no moribito”. Grała tę rolę od pierwszego do ostatniego, trzeciego sezonu, który zakończył się w 2018 roku.
Ayase będzie gospodarzem „Kōhaku Uta Gassen” 2019 po raz trzeci w ciągu czterech lat.
W 2022 roku wystąpiła w dramie „My Ex-Boyfriend's Last Will” stacji Fuji TV, w której ostatni występ w dramie miała 14 lat temu.
W 2023 roku zdobyła nagrodę filmową Hochi dla najlepszej aktorki za role w filmach „The Legend and Butterfly” i „Revolver Lily”.

## Życie prywatne

### Rodzina
W wywiadzie na temat swojej rodziny Ayase powiedziała: „Jesteśmy rodziną, która naprawdę lubi rolnictwo”. Mój ojciec pracował jako projektant kuchni, ale zrezygnował w wieku 42 lub 43 lat i zajął się rolnictwem. Każdego roku niektórzy uczniowie z gimnazjum przyjeżdżali do domu moich rodziców, aby „uczyć się rolnictwa”, a mój ojciec był ich opiekunem. Mój młodszy brat również ukończył uniwersytet i wrócił do Hiroszimy, by prowadzić gospodarstwo.
Ojciec Ayase zmarł na raka płuc w czerwcu 2019 roku.

### Inne
W Nowej Zelandii została wzięta za szpiega i zatrzymana na jeden dzień.
W latach 2009, 2011, 2014, 2015 i 2016 pięciokrotnie znalazła się na szczycie ankiety Oricon dotyczącej „Gwiazdy, którą chciałbyś mieć jako dziewczynę”.
Ayase jest popularnym promotorem produktów w Japonii, pojawiając się w kampaniach reklamowych głównych marek konsumenckich, takich jak Coca-Cola, NTT docomo i KFC.
Od czasu wcielenia się w rolę głównej bohaterki, Yae Niijima, wojowniczki klanu Aizu, w taidze dramie z 2013 roku „Yae no Sakura”, która została wyprodukowana w następstwie trzęsienia ziemi w Japonii w 2011 roku i późniejszej awarii elektrowni jądrowej Fukushima Daiichi. Ayase zaczęła wspierać dotknięte obszary, w szczególności prefekturę Fukushima. W programie sylwestrowym „Kōhaku Uta Gassen”, który prowadziła w 2013 roku, zaśpiewała piosenkę „Hana wa Saku” jako wsparcie dla poszkodowanych. Od 2014 roku na antenie NHK emitowany jest program „Fukushima ni Koishite”, w którym Ayase odwiedza różne miejsca w prefekturze Fukushima oraz wchodzi w interakcje z mieszkańcami. Również od 2014 roku bierze udział w corocznym festiwalu Aizu, odbywającym się w mieście Aizuwakamatsu.

## Filmografia

### Dramy
| Rok     | Tytuł                                                        | Rola                      | Stacja telewizyjna | Uwagi                    |
| ------- | ------------------------------------------------------------ | ------------------------- | ------------------ | ------------------------ |
| 2001    | Kindaichi Shonen no Jikenbo 3                                | Tomoko Ninomiya           | NTV                | Rola gościnna, odc. 7    |
| 2001    | Cosmo Angel (jap. コスモ・エンジェル)                        | Haruka                    | Tokai TV           |                          |
| 2002    | Kaze no Bon kara                                             | Aki Sugimura              | NHK                |                          |
| 2003    | Hontō ni Atta Kowai Hanashi                                  | Misaki Onose              | Fuji TV            |                          |
| 2003    | Boku no Ikiru Michi                                          | Megumi Sugita             | Fuji TV            |                          |
| 2003    | Blackjack ni Yoroshiku                                       | Risako Tsubaki            | TBS                |                          |
| 2003    | Otoko Yu (jap. 男湯)                                         | Mina Matsuura             | Fuji TV            |                          |
| 2003    | Taikoki (jap. 太閤記)                                        | Shino                     | Fuji TV            | Film TV                  |
| 2004    | Kōfuku no Ōji                                                | Mayu Mitsuishi            | NTV                |                          |
| 2004    | Hontō ni Atta Kowai Hanashi                                  | Chisato Nakamura          | Fuji TV            |                          |
| 2004    | Kyokugensuiri Colosseum                                      | Ami Shinozaki             | NTV                |                          |
| 2004    | Fuyuzora ni Tsuki wa Kagayaku                                | Hanako Imamiya            | Fuji TV            | Film TV                  |
| 2004    | Sore wa, Totsuzen, Arashi no you ni..                        | Saho Makino               | TBS                |                          |
| 2004    | Koi Suru Sokuratesu                                          | Aki Hirose                | TBS                | Rola główna              |
| 2004    | Ai kurushii                                                  | Michiru Majiba            | TBS                |                          |
| 2005    | Aikurushii                                                   | Naoko Shimazaki           | TBS                | Rola główna, miniserial  |
| 2006    | Satomi Hakkenden                                             | Hamaji                    | TBS                | Film TV                  |
| 2006    | Byakuyako                                                    | Yukiho Karasawa           | TBS                |                          |
| 2006    | Hero SP                                                      | Ririko Izumitani          | Fuji TV            | Film TV                  |
| 2006    | Tatta Hitotsu no Koi                                         | Nao Tsukioka              | NTV                |                          |
| 2007    | Hotaru no Hikari                                             | Hotaru Amemiya            | NTV                | Rola główna              |
| 2008    | The Fantastic Deer-Man                                       | Michiko Fujiwara          | Fuji TV            |                          |
| 2008    | Rookies                                                      | Kyoko Mikoshiba           | TBS                |                          |
| 2009    | Kurobe no Taiyō                                              | Sachie Takiyama           | TBS                | Film TV                  |
| 2009    | Mr. Brain                                                    | Kazune Yuri               | TBS                |                          |
| 2009    | JIN                                                          | Saki Tachibana            | TBS                |                          |
| 2010    | Hotaru no Hikari 2                                           | Hotaru Amemiya            | NTV                | Rola główna              |
| 2011    | Jin 2                                                        | Saki Tachibana            | TBS                |                          |
| 2011    | Nankyoku Tairiku                                             | Miyuki                    | TBS                |                          |
| 2013    | Yae no Sakura                                                | Niijima Yae               | NHK                | Rola główna, Taiga drama |
| 2014    | Kyou wa Kaisha Yasumimasu                                    | Hanae Aonishi             | NTV                | Rola główna              |
| 2016–18 | Seirei no moribito                                           | Balsa                     | NHK                | Rola główna              |
| 2016    | Watashi wo Hanasanaide                                       | Kyoko Hoshina             | TBS                | Rola główna              |
| 2017    | Caution, Hazardous Wife                                      | Nami Isayama              | NTV                | Rola główna              |
| 2018    | Gibo to Musume no Blues                                      | Akiko Iwaki               | TBS                | Rola główna              |
| 2019    | Idaten                                                       | Suya Haruno               | NHK                | Taiga drama              |
| 2021    | Anata no Soba de Ashita ga Warau                             | Ao Mashiro                | NHK                | Rola główna, Film TV     |
| 2021    | Tengoku to Jigoku: Psychona Futari                           | Ayako Mochizuki           | TBS                | Rola główna              |
| 2022    | Gibo to Musume no Blues 2022-nen Kinga Shinnen Special       | Akiko Miyamoto            | TBS                | Rola główna, Film TV     |
| 2022    | My Ex-Boyfriend's Last Will                                  | Reiko Kenmochi            | Fuji TV            | Rola główna              |
| 2024    | Gibo to Musume no Blues Final 2024-nen Kinga Shinnen Special | Akiko Miyamoto            | TBS                | Rola główna, Film TV     |
| 2025    | Berabou                                                      | Kurosuke Inari / narrator | NHK                | Taiga drama              |

### Filmy
| Rok  | Tytuł                                        | Rola             | Uwagi       |
| ---- | -------------------------------------------- | ---------------- | ----------- |
| 2002 | Justice                                      | Hoshi            | Jam Films   |
| 2004 | Amemasu no Kawa                              | Sayuri Takakura  | Rola główna |
| 2005 | New Horizon                                  | Sayako           | Jam Films S |
| 2005 | Misja 1549                                   | Nōhime           |             |
| 2006 | Taberuki shinai                              | Nao              | Rola główna |
| 2007 | Hero                                         | Masayuki Suzuki  |             |
| 2008 | Boku no Kanojo wa Saibōgu                    | The Girlfriend   | Rola główna |
| 2008 | Ichi                                         | Ichi             | Rola główna |
| 2008 | The Magic Hour                               | Natsuko Shikama  |             |
| 2008 | Happī Furaito                                | Etsuko Saitō     | Rola główna |
| 2009 | Oppai Volleyball                             | Mikako Terashima | Rola główna |
| 2009 | Rookies                                      | Kyoko Mikoshiba  |             |
| 2009 | Hottarake no Shima: Haruka to Mahō no Kagami | Haruka (głos)    | Rola główna |
| 2010 | Inshite Miru: 7-kakan no desu gemu           | Shoko Suwana     |             |
| 2011 | Princess Toyotomi                            | Tadako Torii     |             |
| 2012 | Hotaru no Hikari                             | Hotaru Amemiya   | Rola główna |
| 2012 | Himitsu no Akko-chan                         | Akko             | Rola główna |
| 2012 | Anata e                                      | Naoko            |             |
| 2013 | Riaru: Kanzen Naru Kubinagaryū no Hi         | Atsumi           | Rola główna |
| 2014 | All-Round Appraiser Q: The Eyes of Mona Lisa | Riko Rinda       | Rola główna |
| 2015 | Nasza młodsza siostra                        | Sachi Kōda       | Rola główna |
| 2015 | Galaxy Kaidô                                 | Noe              |             |
| 2016 | Kōdai-ke no Hitobito                         | Kie Hirano       | Rola główna |
| 2016 | Fueled: The Man They Called Pirate           | Yuki             |             |
| 2017 | Honnōji Hotel                                | Mayuko           | Rola główna |
| 2018 | Tonight, at the Movies                       | Miyuki           | Rola główna |
| 2021 | Caution, Hazardous Wife                      | Nami Isayama     | Rola główna |
| 2022 | Yes, I Can't Swim                            | Shizuka Usuhara  |             |
| 2023 | The Legend and Butterfly                     | Nōhime           |             |
| 2023 | Revolver Lily                                | Yuri Ozone       | Rola główna |
| 2024 | Route 29                                     | Tombo            | Rola główna |

### Występy w teledyskach
| Rok  | Tytuł piosenki | Artysta      | Przy.  |
| ---- | -------------- | ------------ | ------ |
| 2005 | „未来” (Mirai) | Mr. Children | [ 40 ] |

## Dyskografia

### Single
| Data             | Tytuł                            |
| ---------------- | -------------------------------- |
| 24 marca 2006    | „Period” (jap. ピリオド Piriodo) |
| 13 września 2006 | „Kōsaten Days” (jap. 交差点days) |
| 5 grudnia 2007   | „Hikōkigumo” (jap. 飛行機雲)     |
| 11 sierpnia 2010 | „Māgaretto” (jap. マーガレット)  |

## Nagrody i nominacje
| Rok  | Ceremonia                              | Kategoria                               | Nominowane prace                               | Rezultat  | Przy.  |
| ---- | -------------------------------------- | --------------------------------------- | ---------------------------------------------- | --------- | ------ |
| 2004 | Television Drama Academy Awards        | Najlepsza Aktorka Drugoplanowa (Lato)   | Koi Suru Sokuratesu                            | Wygrana   | [ 41 ] |
| 2006 | Television Drama Academy Awards        | Najlepsza Aktorka Drugoplanowa (Zima)   | Byakuyako                                      | Wygrana   | [ 42 ] |
| 2007 | Nagroda Élan d’Or                      | Debiutant Roku                          | Haruka Ayase                                   | Wygrana   | [ 43 ] |
| 2008 | Nagroda Nikkan Sports Film             | Najlepsza Aktorka                       | Boku no Kanojo wa Saibōgu, Ichi, Happī Furaito | Wygrana   | [ 44 ] |
| 2009 | Hashida Awards                         | Najlepszy Debiutant                     | Jin                                            | Wygrana   | [ 45 ] |
| 2009 | Television Drama Academy Awards        | Najlepsza Aktorka Drugoplanowa (Jesień) | Jin                                            | Wygrana   |        |
| 2009 | Nagroda Błękitnej Wstęgi               | Najlepsza Aktorka                       | Oppai Volleyball                               | Wygrana   | [ 46 ] |
| 2009 | Nagroda Japońskiej Akademii Filmowej   | Najlepsza Aktorka                       | Oppai Volleyball                               | Nominacja | [ 47 ] |
| 2010 | Television Drama Academy Awards        | Najlepsza Aktorka (Lato)                | Hotaru no Hikari 2                             | Wygrana   |        |
| 2011 | Television Drama Academy Awards        | Najlepsza Aktorka Drugoplanowa (Wiosna) | Jin 2                                          | Wygrana   |        |
| 2014 | Television Drama Academy Awards        | Najlepsza Aktorka (Jesień)              | Kyou wa Kaisha Yasumimasu                      | Wygrana   |        |
| 2015 | Nagroda Nikkan Sports Drama Grand Prix | Najlepsza Aktorka                       | Kyou wa Kaisha Yasumimasu                      | Wygrana   | [ 48 ] |
| 2015 | Festiwal Filmowy w Jokohamie           | Najlepsza Aktorka                       | Nasza młodsza siostra                          | Wygrana   | [ 49 ] |
| 2015 | Nagrody Filmowe Hochi                  | Najlepsza Aktorka                       | Nasza młodsza siostra                          | Nominacja |        |
| 2015 | Nagroda Nikkan Sports Film             | Najlepsza Aktorka                       | Nasza młodsza siostra                          | Wygrana   |        |
| 2016 | Nagroda Błękitnej Wstęgi               | Najlepsza Aktorka                       | Nasza młodsza siostra                          | Nominacja |        |
| 2016 | Nagrody filmowe Mainichi               | Najlepsza Aktorka                       | Nasza młodsza siostra                          | Wygrana   | [ 50 ] |
| 2016 | Nagroda Japońskiej Akademii Filmowej   | Najlepsza Aktorka                       | Nasza młodsza siostra                          | Nominacja | [ 51 ] |
| 2016 | Asian Film Awards                      | Najlepsza Aktorka                       | Nasza młodsza siostra                          | Nominacja | [ 52 ] |
| 2016 | Nagrody Filmowe Hochi                  | Najlepsza Aktorka                       | Kōdai-ke no Hitobito                           | Nominacja |        |
| 2017 | Television Drama Academy Awards        | Najlepsza Aktorka (Jesień)              | Caution, Hazardous Wife                        | Wygrana   |        |
| 2019 | Nagroda Nikkan Sports Drama Grand Prix | Najlepsza Aktorka                       | Stepmom and Daughter Blues                     | Wygrana   | [ 53 ] |
| 2021 | Nagroda Nikkan Sports Drama Grand Prix | Najlepsza Aktorka                       | Heaven and Hell: Soul Exchange                 | Wygrana   | [ 54 ] |
| 2021 | Międzynarodowy Festiwal Dramy w Tokio  | Najlepszy Występ Aktorki                | Heaven and Hell: Soul Exchange                 | Wygrana   | [ 55 ] |
| 2021 | Television Drama Academy Awards        | Najlepsza Aktorka                       | Heaven and Hell: Soul Exchange                 | Wygrana   | [ 56 ] |
| 2023 | Nagrody Filmowe Hochi                  | Najlepsza Aktorka                       | The Legend and Butterfly i Revolver Lily       | Wygrana   | [ 28 ] |
| 2024 | Nagroda Błękitnej Wstęgi               | Najlepsza Aktorka                       | Revolver Lily                                  | Nominacja | [ 57 ] |
| 2024 | Nagroda Japońskiej Akademii Filmowej   | Najlepsza Aktorka                       | Revolver Lily                                  | Nominacja | [ 58 ] |